# Дорегене
Дорегене, Туракина-хатун

(конец XII — середина XIII вв.) — жена монгольского хана Угэдэя (1229—1241), мать Гуюк-хана (1246—1248), осуществлявшая регентство в период междуцарствия (1242—1246).

## Происхождение

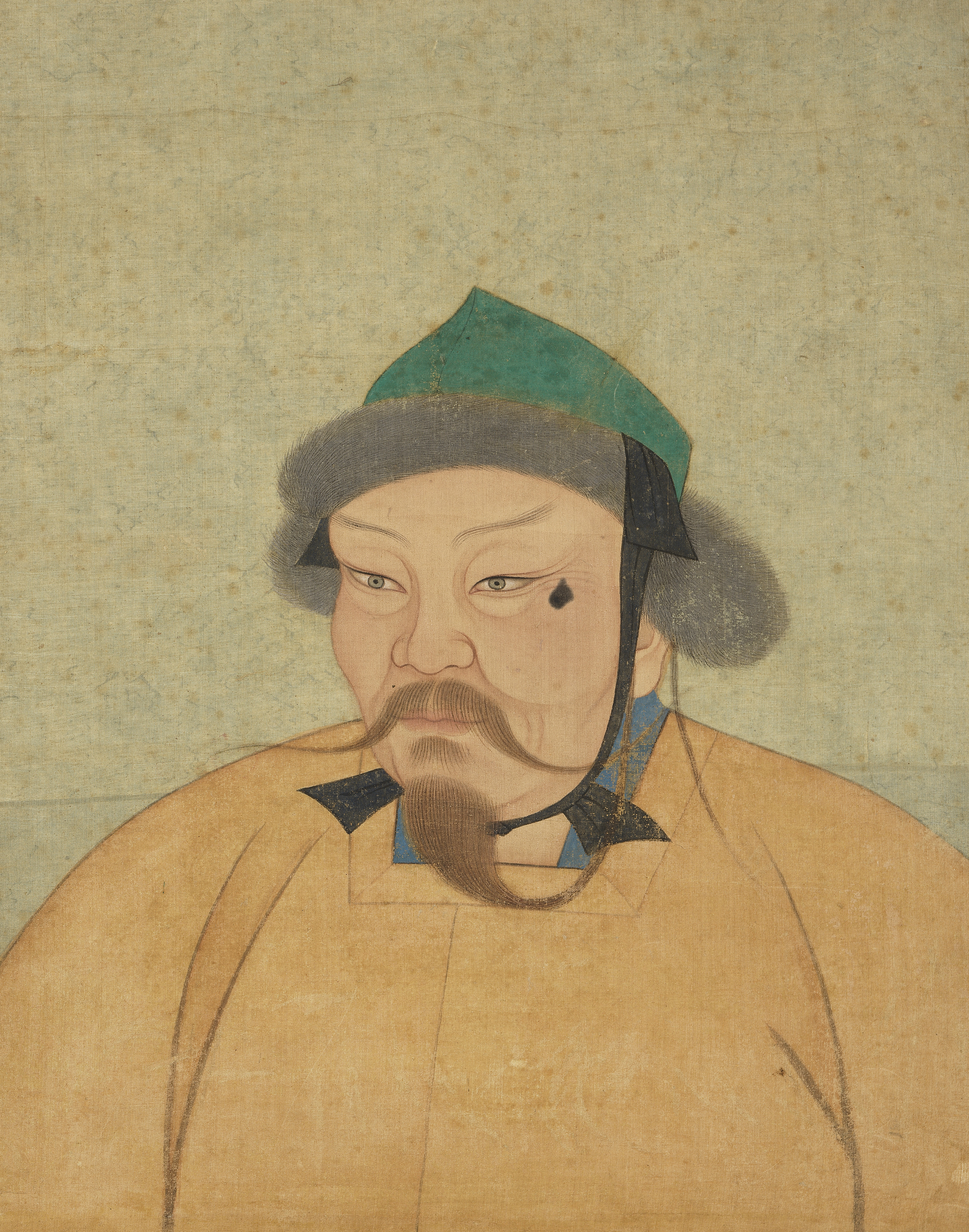
Угэдэй-хан

Дорегене была, по «Сокровенному сказанию», дочерью Худу, старшего сына Тохтоа-беки, вождя удуит-меркитов. Осенью 1204 года Тохтоа-беки был разбит Тэмуджином, и бежал вместе с сыновьями Худу и Чилауном. Дорегене, захваченную среди прочих меркитов, Тэмуджин отдал в жёны своему сыну Угэдэю.
Рашид ад-Дин передаёт два рассказа о её происхождении. По одному, Дорегене была женой Дайр-Усуна, главы хаас-меркитов, и после его гибели она стала женой Угэдэя. Согласно другому рассказу, она была женой одного из трёх сыновей Тохтоа-беки. Захваченную после набега Дорегене Угэдэй взял насильно. По наиболее вероятной версии (Синь Юань ши), она являлась женой старшего сына Тохтоа-беки — Худу, и после покорения меркитов была отдана Тэмуджином Угэдэю.
По Рашид ад-Дину, Дорегене была одной из четырёх главных жён Угэдэя. В одном месте «Сборника летописей» Дорегене называется второй женой, в другом — старшей. В китайских источниках она известна как Шестая императрица (лю хуан-хоу). Из семи сыновей Угэдэя Дорегене была матерью пяти старших — Гуюка (1206—1248), Годана (Кудэн), Кучу, Корачара и Каши (по Рашид ад-Дину), либо только Гуюка (Синь Юань ши).

## Регентство
Рашид ад-Дин отмечает, что Дорегене была не слишком красивой, но очень властной. Несмотря на то, что каан Угэдэй перед смертью (11 декабря 1241 года) назначил своим наследником внука Ширамуна, Дорегене и её сыновья решили посадить на трон Гуюка. Он к этому времени ещё не вернулся из западного похода, и Тэмугэ-отчигин, младший брат Чингисхана, предпринял неудачную попытку захватить власть. После возвращения Гуюка долгое время не удавалось собрать на курултай всех князей-чингизидов. Старший среди потомков Чингисхана властитель Улуса Джучи Бату не спешил явиться в Монголию для возведения на престол своего недруга Гуюка.
Дорегене, вдова хана Угэдэя, удерживала власть в качестве регента свыше четырёх лет, бывших периодом глубокого политического кризиса в Монгольском государстве. Преданность князей и нойонов хатун покупала богатыми подарками. Пользуясь слабостью центральной власти, улусные правители и наместники самовольно выдавали пайцзы и выписывали бераты на получение денег.
У Дорегене была приближенная по имени Фатима, захваченная в Мешхеде во время завоевания Хорасана. Она являлась доверенным лицом своей госпожи и многие при дворе устраивали дела с её помощью. По совету Фатимы Дорегене приказала арестовать Чинкая и Махмуда Ялавача, высших чиновников государства, однако они смогли найти убежище у сына Угэдэя Годана, наместника Тангута. На место Ялавача был назначен откупщик Абд ар-Рахман. Отстранили от дел и главу гражданского управления Северного Китая Елюй Чуцая. Сын Махмуда Ялавача Масуд-бек, наместник Туркестана и Мавераннахра, предпочёл искать защиты у Бату.
В августе 1246 года близ Каракорума Дорегене удалось собрать курултай, на котором Гуюк был возведён на престол. Плано Карпини рассказывает, что приехавший на курултай великий князь владимирский Ярослав в один из дней был приглашён к хатун,
«которая, как бы в знак почета, дала ему есть и пить из собственной руки; и он вернулся в своё помещение, тотчас же занедужил и умер спустя семь дней, и все тело его удивительным образом посинело. Поэтому все верили, что его там опоили, чтобы свободнее и окончательнее завладеть его землею. И доказательством этому служит то, что мать императора, без ведома бывших там его людей, поспешно отправила гонца в Руссию к его сыну Александру, чтобы тот явился к ней, так как она хочет подарить ему землю отца. Тот не пожелал поехать, а остался, и тем временем она посылала грамоты, чтобы он явился для получения земли своего отца. Однако все верили, что если он явится, она умертвит его или даже подвергнет вечному плену».
Карамзин сомневался в достоверности сведений Плано Карпини, считая, что нужды в отравлении не было — монголы всегда могли казнить князя открыто. Вернадский, доверяя сведениям Плано Карпини, выдвигал две версии произошедшего. Если Гуюк считал Ярослава креатурой своего противника Бату, он мог приказать матери тихо избавиться от него. С другой стороны, Гуюк не одобрял политику Дорегене в период её регентства, поэтому, вероятно, хатун могла отравила Ярослава Всеволодовича назло своему сыну.
По Рашид ад-Дину, Дорегене скончалась через два—три месяца после воцарения Гуюка; по Юань ши — в правление Хубилая во втором году Чжи-юань (19 января 1265 г. — 6 февраля 1266 г.). Личное имя её было табуировано, ей был посмертно присвоен почетный титул чжао-цы хуан-хоу («Блистательная добрая императрица») и приносились жертвы в храме Тай-цзуна (посмертный китайский титул Угэдэя).